# Cuasina
La cuasina es una sustancia cristalina blanca amarga, extraída del árbol quassia. Es una de las sustancias más amargas que se encuentran en la naturaleza, con un umbral amargo de 0,06 ppm y que es 50 veces más amarga que la quinina. Es también 1670 veces más amarga que la cafeína. Por ello se utiliza para desnaturalizar alcoholes industriales y algunos cosméticos.
La cuasina se utiliza como medicamento en la medicina tradicional china y como insecticida natural sistémico en algunos países.
Aunque su estructura posee 20 átomos de carbono, la cuasina no es un diterpeno sino más bien un terpenoide, una lactona triterpeno, que se deriva de euphol por la pérdida de 10 átomos de carbono, incluyendo C4. 

La cuasina forma parte de las sustancias aromatizantes que pueden estar presentes en algunos alimentos pero que no pueden añadirse a los alimentos directamente.
Según el Codex Alimentarius, su utilización está limitada en caramelos para la tos y en bebidas alcohólicas.
En Estados Unidos de América el extracto de cassia está reconocido como GRAS (Generally Recognized As Safe (en inglés)),
Extractos de la corteza del árbol amargo (Quassia amara L. o Picrasma excelsa) también se utilizan como aditivos en bebidas no alcohólicas.